# Tornau (Gräfenhainichen)
Tornau ist ein Ortsteil der Stadt Gräfenhainichen im Landkreis Wittenberg in Sachsen-Anhalt.

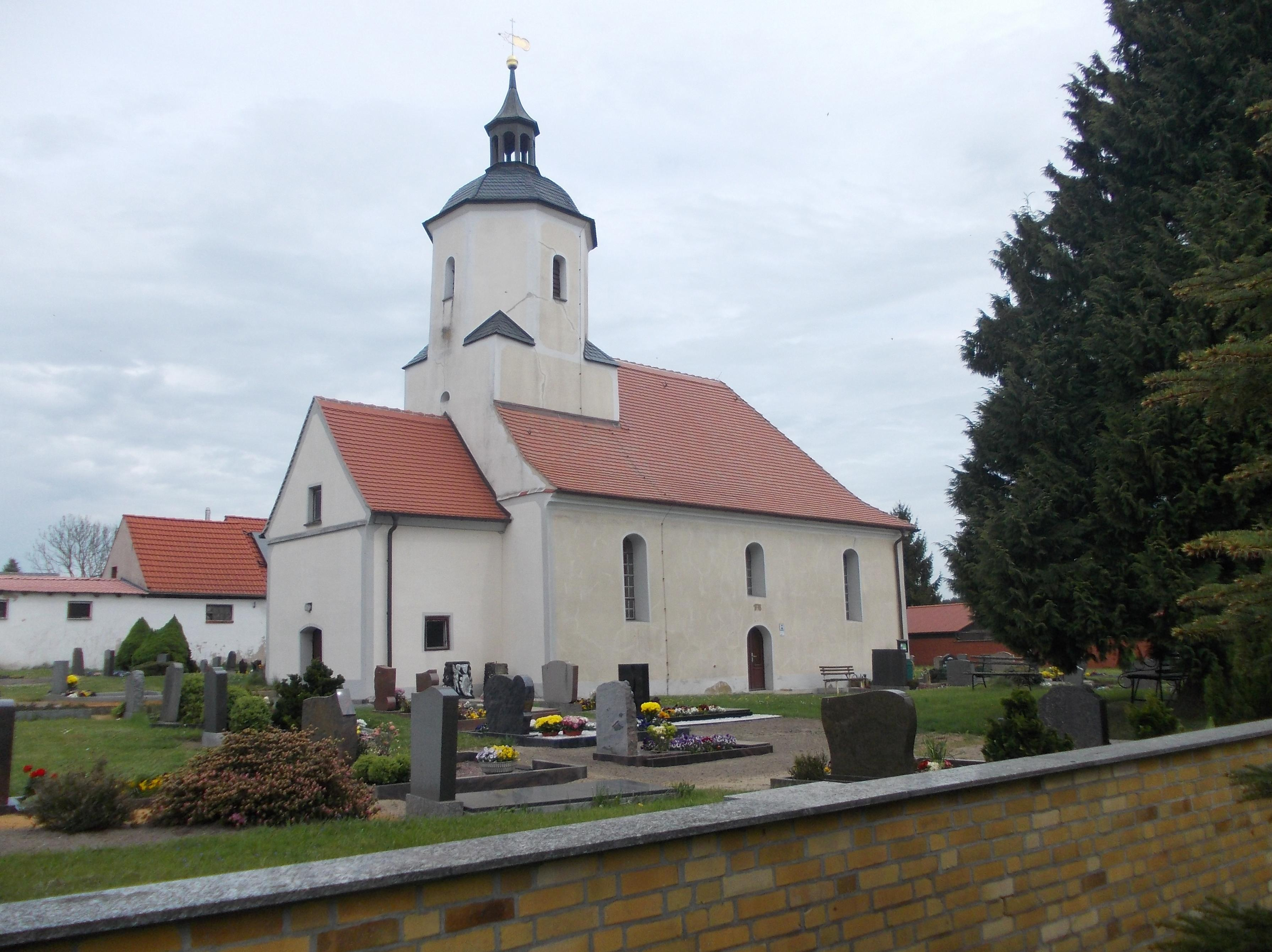
Kirche Tornau

## Geografie
Tornau liegt etwa fünf Kilometer nördlich von Bad Düben im Naturpark Dübener Heide.

## Geschichte
Tornau gehörte bis 1815 zum kursächsischen Amt Düben. Durch die Beschlüsse des Wiener Kongresses kam der Ort zu Preußen und wurde 1816 dem Kreis Bitterfeld im Regierungsbezirk Merseburg der Provinz Sachsen zugeteilt, zu dem er bis 1944 gehörte.
Am 1. Januar 2011 wurde Tornau in die Stadt Gräfenhainichen eingegliedert.

## Sehenswürdigkeiten

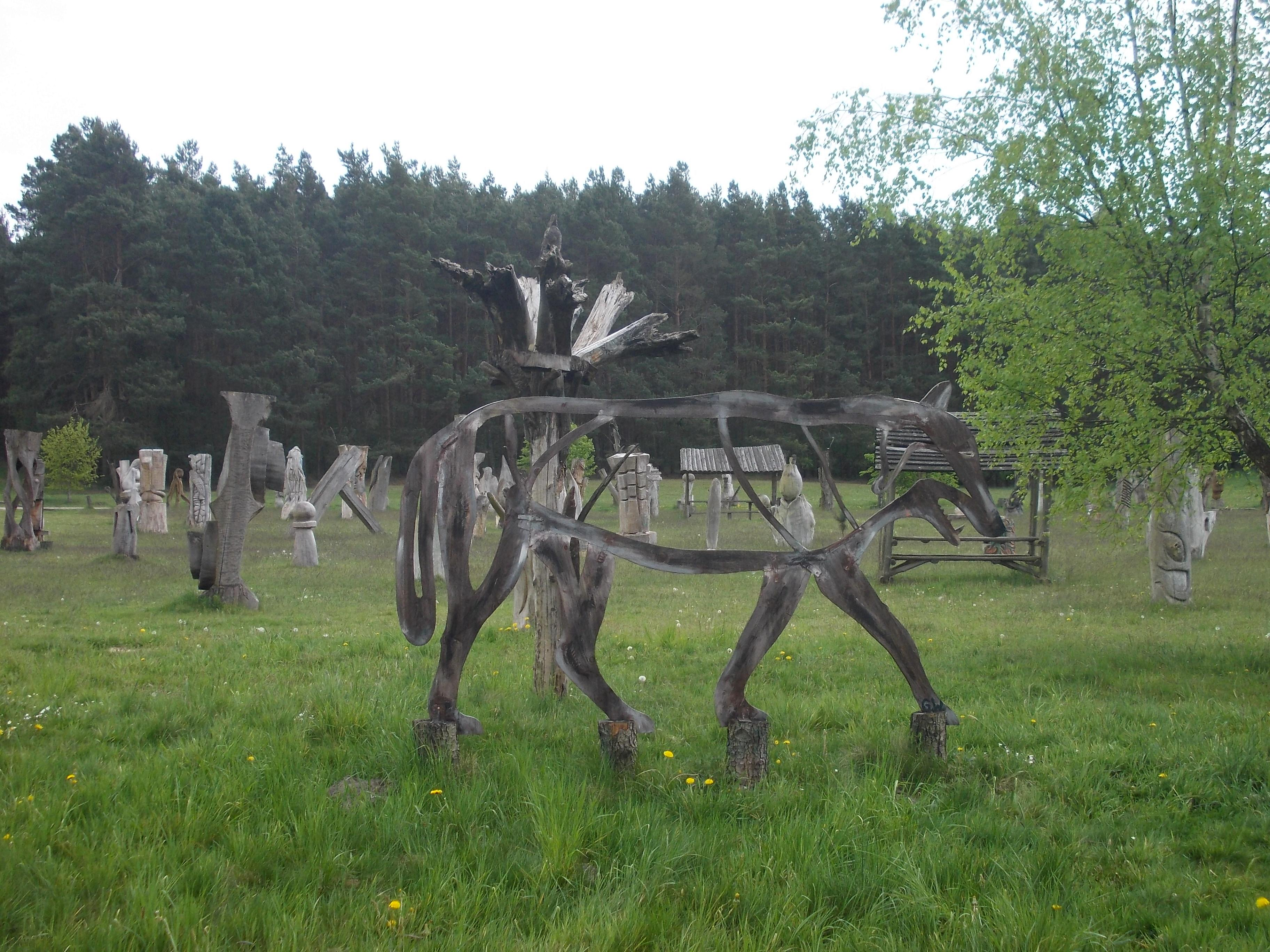
Holzskulpturenwiese

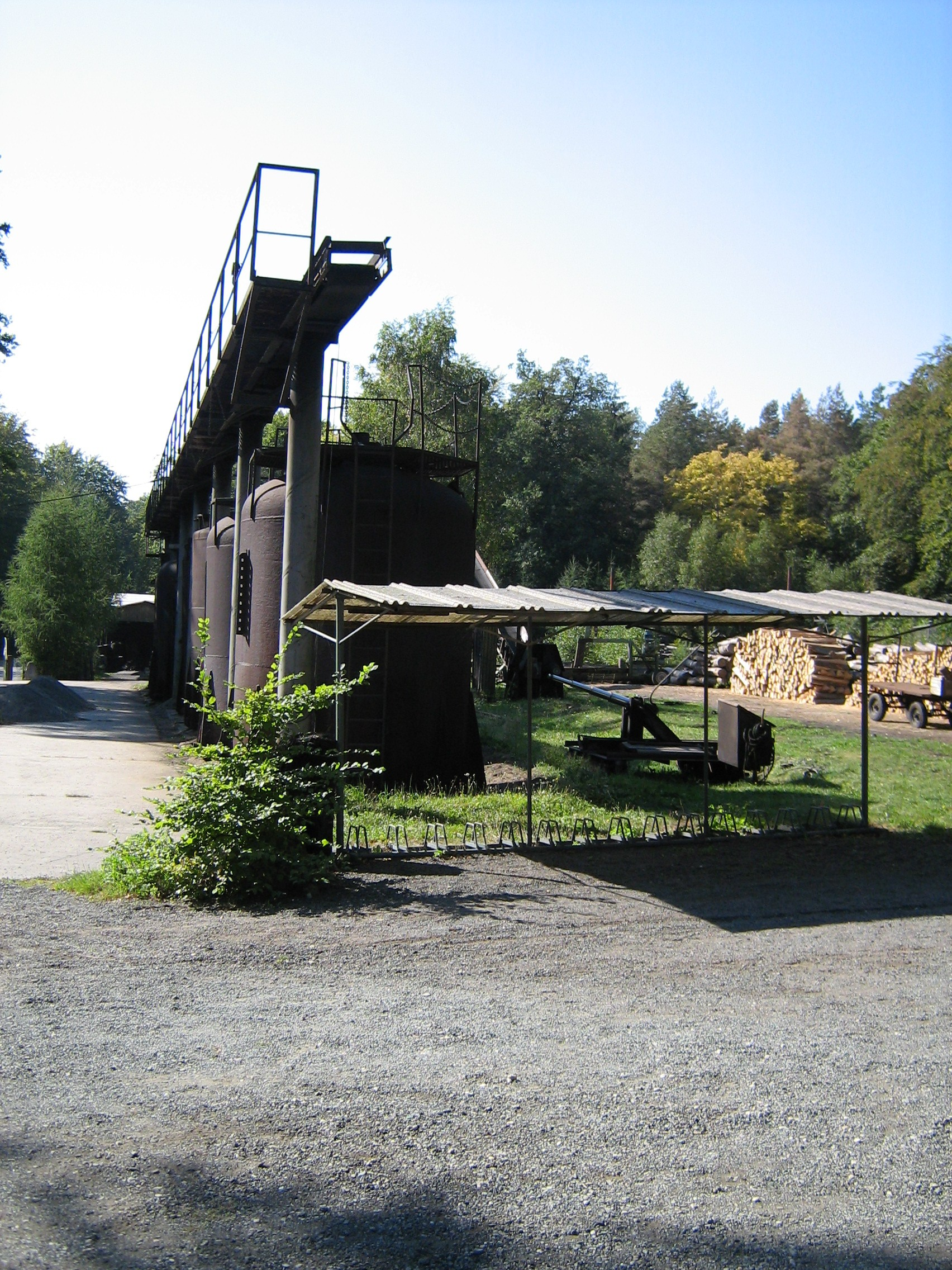
Köhlerei am Eisenhammer

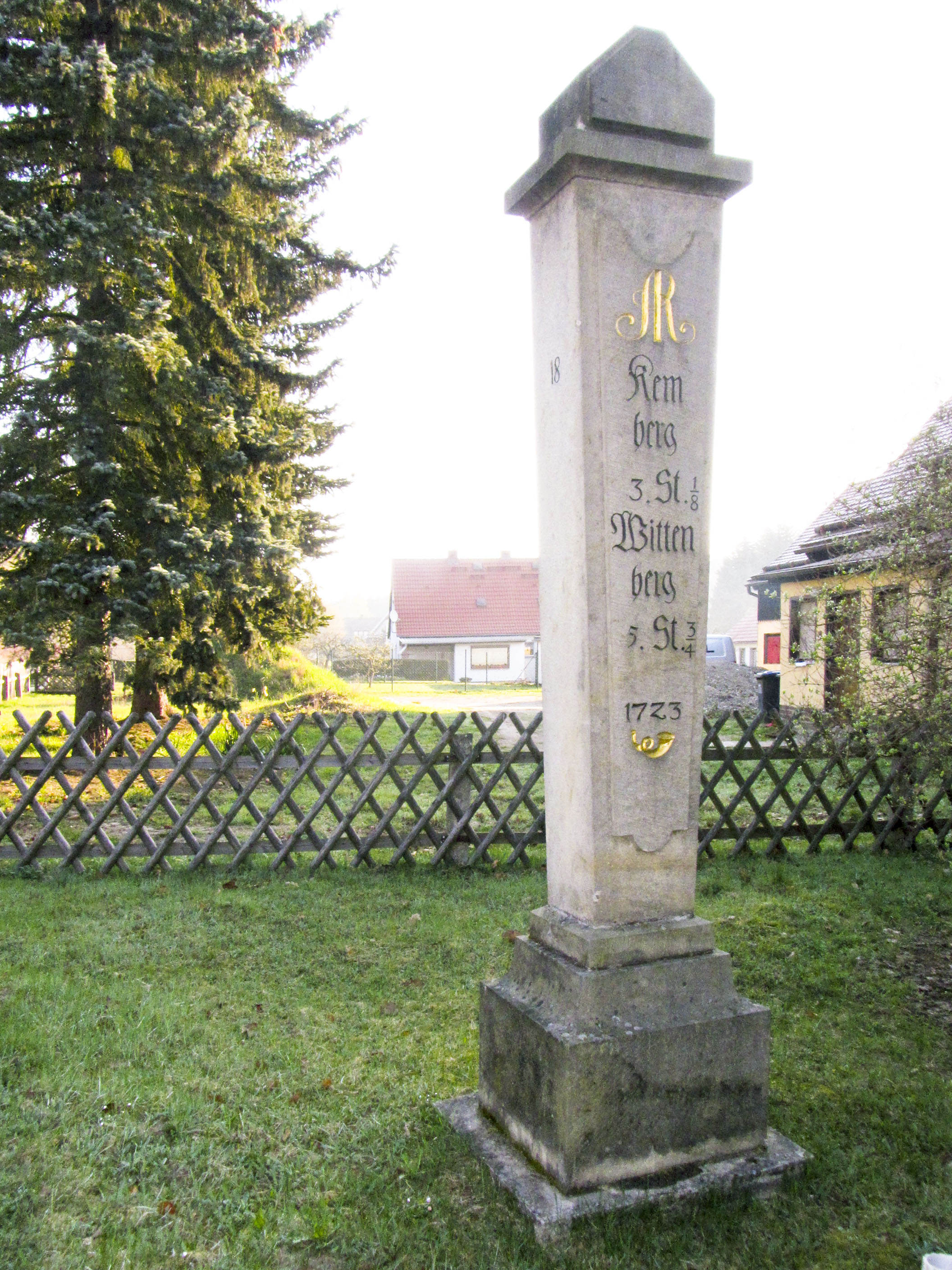
Halbmeilensäule in Eisenhammer

- Köhlereiweg mit zahlreichen Holzstelen und Skulpturen des Künstlers Wolfgang Köppe[5]
- Holzskulpturenwiese, Sammlung von Holzkunstwerken, welche von Künstlern mit Hilfe von Kettensägen beim jährlichen Holzskulpturenwettbewerb geschnitzt wurden
- Kirche aus dem 17. Jahrhundert, Kirchturm von 1778, mehrfach Erneuerungen und wiederholter Sanierungsbedarf, zuletzt wegen Hausschwamm[6]
- Heimatstube mit einer Ausstellung von Geräten für Haushalt und Hof
- Galeriecafé mit wechselnden Ausstellungen verschiedener nationaler und internationaler Künstler
- Biberstele im Hammerbachtal an der Grenze zwischen Sachsen-Anhalt und dem Freistaat Sachsen. Sie symbolisieren die Beseitigung der Landesgrenzen.
- Köhlerei am Eisenhammer als die letzte produzierende Köhlerei der Dübener Heide mit kleinem Tierpark und einem Anschauungsmodell eines alten Kohlenmeilers
- Nachbildung einer Halbmeilensäule von 1723 mit der Reihennummer 18 an der Kreuzung der B 2 mit der K 2029 Schköna-Söllichau in Eisenhammer; Originalteile an der Windmühle Tiefensee als Kursächsische Postmeilensäule Bad Düben erhalten.
- Gesundbrunnen, eine Natrium- und nitritarme Eisenquelle im Wald der Dübener Heide
- Döbelts Mühle, historische Sägemühle

## Veranstaltungen
- Holzskulpturenwettbewerb Kunst mit Kettensägen auf der Holzskulpturenwiese an Weichers Mühle, seit 2000 jährlich am letzten Juli-Wochenende
- Teichfest, seit 2018 jährlich im Juni
- Biathlon-Wettkampf, ohne regelmäßigem Termin bei ausreichend Schnee im Winter

## Persönlichkeiten
- Wolfgang Köppe (1926–2018), Künstler und Ehrenbürger

## Verkehr
Die Bundesstraße 2, die Leipzig und Wittenberg verbindet, führt durch Tornau. Die Landesstraße 130, die die Bundesstraßen 2 und 183/107 verbindet, kreuzt den Ort.